# Ранда Сініора
Ранда Джордж Якуб Сініора (народилася у 1961 році) — палестинська активістка, що бореться за права людини і права жінок. Вона протягом трьох десятиліть документувала порушення прав людини на окупованих палестинських територіях і в даний час є генеральним директором Жіночого центру правової допомоги та консультування (англ. Women’s Center for Legal Aid and Counseling/WCLAC) в Єрусалимі .

## Життєпис
Ранда Сініора народилась 1961 року. Вона навчалася в Ессексському університеті у Великій Британії, здобувши ступінь LLM у галузі міжнародного права людини, та в Американському університеті в Каїрі, здобувши ступінь магістра соціології-антропології. У своїй магістерській роботі вона досліджувала працю жінок на текстильних фабриках на Західному березі, що виробляють товари для ізраїльських компаній. Згодом її наукова праця була опублікована Американським університетом. Тут Сініора застосувала теорію залежності Аргірі Еммануїла та Саміра Аміна до палестинської ситуації. Щоб пояснити відносно низький рівень політичної та трудової організації серед жінок, вона наголосила на соціальній спадкоємності патріархальних структур, які контролювали жінок вдома та на роботі:
|  | «роботодавцям не потрібно застосовувати силу, щоб контролювати ... працівників. Натомість вони постійно намагаються встановити патерналістські стосунки з [ними]. Вони намагаються переконати їх у тому, що вони знаходяться в становищі своїх батьків на семінарі, і що вони є їх "прихильниками" та "захисниками"» |

З 1987 по 1997 роки Сініора була юрисконсультом і координатором Програми прав жінок при правозахисній організації Al-Haq. Її зусилля щодо досягнення консенсусу щодо необхідності правових змін для захисту жінок були перервані Першою палестинською інтифадою, що тривала з грудня 1987 по вересень 1993 років:
|  | «стало неможливо зосередитись виключно на правових та соціальних аспектах прав жінок, ми бачимо щодня порушення прав людини і, зокрема, палестинських жінок. Тепер нашим головним завданням є документування цих порушень». |

Потім з 1997 по 2001 роки Синіора керувала відділом мереж та адвокатури в Жіночому центрі правової допомоги та консультування. З 2001 по 2005 роки вона була генеральним директором правозахисної організації Al-Haq.
З вересня 2007 року по червень 2015 року Сініора обіймала посаду старшого виконавчого директорка Незалежної комісії з прав людини (ICHR) у Палестині. У 2015 році вона стала генеральним директором Жіночого центру правової допомоги та консультування (Women's Center for Legal Aid and Counseling).
У жовтні 2018 року Сініора стала першою жінкою-палестинкою, яка виступила на засіданні Ради Безпеки ООН. Синіора порушила питання про високий рівень домашнього насильства та зростання феміциду на окупованих територіях. Вона також порушила більш широке питання про політичне виключення жінок:

## Праці
- Palestinian Labor in a Dependent Economy: Women Workers in the West Bank Clothing Industry (Палестинська праця в умовах залежної економіки: Жінки — шиють одяг на Західному березі). Cairo Papers in Social Science, Vol. 12, Monograph 3. Cairo: American University in Cairo Press.
- Lobbying for a Palestinian Family Law: The Experience of the Palestinian Model Parliament: Women and Legislation. Paper for the Conference on Islamic Family Law in the Middle East and North Africa, Amman, 2000 («Лобіювання палестинського сімейного права: досвід палестинського зразкового парламенту: жінки та законодавство». Доповідь для конференції з питань ісламського сімейного права на Близькому Сході та Північній Африці, Амман, 2000 р.)